# 몰도바 대통령
몰도바 공화국의 대통령(루마니아어: Președintele Republicii Moldova)은 몰도바의 국가 원수이며 임기는 4년 중임제이고 1번 중임은 가능한 자리지만 사실상 일부적인 명예직에 불과하며, 실권은 총리가 가지고 있다.

## 대통령 목록
| 대수 | 이미지 | 이름                     | 취임             | 퇴임             | 소속 당                                         |
| ---- | ------ | ------------------------ | ---------------- | ---------------- | ----------------------------------------------- |
| 1    |        | 이온 인쿨레츠            | 1917년 12월 15일 | 1918년 4월 9일   | 몰도바 농민당                                   |
| 2    |        | 미르체아 스네구르        | 1990년 9월 3일   | 1997년 1월 15일  | 무소속                                          |
| 3    |        | 페트루 루친스치          | 1997년 1월 15일  | 2001년 4월 7일   | 몰도바 농민당                                   |
| 4    |        | 블라디미르 보로닌        | 2001년 4월 7일   | 2009년 9월 11일  | 몰도바 공산당                                   |
| −    |        | 미하이 김푸 (권한대행)   | 2009년 9월 11일  | 2010년 12월 28일 | 자유당 (유럽 통합 연합)                         |
| −    |        | 블라드 필라트 (권한대행) | 2010년 12월 28일 | 2010년 12월 30일 | 자유민주당 (유럽 통합 연합)                     |
| −    |        | 마리안 루푸 (권한대행)   | 2010년 12월 30일 | 2012년 3월 16일  | 민주당 (유럽 통합 연합)                         |
| 5    |        | 니콜라에 티모프티        | 2012년 3월 16일  | 2016년 12월 23일 | 무소속                                          |
| 6    |        | 이고르 도돈              | 2016년 12월 23일 | 2020년 12월 24일 | 몰도바 공화국 사회주의당 (2011년~2016년) 무소속 |
| 7    |        | 마이아 산두              | 2020년 12월 24일 |                  | 행동과 연대당 (2016년~2020년) 무소속            |

## 같이 보기
- 몰도바의 대통령 권한 대행
- 몰도바의 총리